# Araeolaimus oxystomaeoides
Araeolaimus oxystomaeoides is een rondwormensoort uit de familie van de Diplopeltidae.